# Lubraniec
Lubraniec è un comune urbano-rurale polacco del distretto di Włocławek, nel voivodato della Cuiavia-Pomerania.
Ricopre una superficie di 148,18 km² e nel 2004 contava 10 089 abitanti.

## Villaggi
Il comune, a parte il centro abitato di Lubraniec, conta diversi villaggi ed insediamenti: Agnieszkowo, Annowo, Bielawy, Biernatki, Bodzanowo, Borek, Czajno, Dąbie Kujawskie, Dąbie Poduchowne, Dęby Janiszewskie, Dobierzyn, Florianowo, Gołębin-Parcele, Gołębin-Wieś, Górniak, Janiszewo, Józefowo, Kazanie, Kłobia, Kłobia Nowa, Kolonia Łódź, Kolonia Piaski, Koniec, Korzeszynek, Krowice, Lubrańczyk, Lubraniec-Parcele, Marysin, Milżyn, Milżynek, Ossowo, Piaski, Rabinowo, Redecz Kalny, Redecz Wielki-Parcele, Redecz Wielki-Wieś, Sarnowo, Siarczyce, Siemnówek, Skaszyn, Smogorzewo, Stok, Sułkowo, Świątniki, Turowo, Wola Sosnowa, Zgłowiączka e Żydowo.